# Абдурахманов Джурабай
Джурабай Абдурахманов (1 травня 1941, місто Наманган, тепер Узбекистан — ?) — узбецький радянський діяч, бригадир обробників БМУ № 1 будівельного тресту № 10 Міністерства будівництва Узбецької РСР у місті Намангані. Член ЦК КПРС у 1990—1991 роках.

## Життєпис
У 1957—1962 роках — муляр будівельного управління будівельного тресту № 161 міста Намангана Узбецької РСР.
З 1962 по 1966 рік служив у Радянській армії.
Член КПРС з 1965 року.
У 1966—1982 роках — бригадир, бригадир обробників пересувної механізованої колони (ПМК) № 112 будівельного тресту № 10 Міністерства будівництва Узбецької РСР.
З 1973 по 1974 рік навчався у Вищій школі професійного руху ВЦРПС.
З 1982 року — бригадир обробників будівельно-монтажного управління № 1 будівельного тресту № 10 Міністерства будівництва Узбецької РСР у місті Намангані.
Подальша доля невідома.